# Ingrid Wenkel
Ingrid Matilda Wenkel, född Carlsson 7 februari 1919 i Göteborg, död där 17 augusti 2002, var en svensk målare. 
Wenkel var fram till 1959 gift med Kenny Wenkel. Hon var verksam som akvarellist och deltog i utställningar av God konst i alla hem som visades i Stockholm. Hennes konst består av figurer och stilleben.